# Gastropteridae
Gastropteridae is een familie van weekdieren uit de klasse van de Gastropoda (slakken).

## Geslachten
- Enotepteron Minichev, 1967
- Gastropteron Kosse, 1813
- Sagaminopteron Tokioka & Baba, 1964
- Siphopteron Gosliner, 1989